# Xixuthrus heros
Espèce
Statut de conservation UICN

ENB1ab(i,ii,iii,v)+2ab(i,ii,iii,v) : En danger
Xixuthrus heros est une espèce de coléoptères de la famille des Cerambycidae.

## Répartition et habitat
Cette espèce est endémique des forêts de l'île Fidji,.

## Description
Dans sa description de 1868, Oswald Heer indique que ce longicorne atteint 144 mm dont 27 mm pour sa tête.

## Menaces
Xixuthrus heros est considéré en danger d'extinction par l'UICN. Il y a plusieurs facteurs qui cause cette diminution de la population :
- abattage des grands arbres qui permettait d'accueillir des larves ;
- défrichement du sol pour l'agriculture ;
- cyclones locaux qui détruit l'habitat, comme le cyclone Winston en 2016.

## Systématique
Le nom valide complet (avec auteur) de ce taxon est Xixuthrus heros (Heer, 1868). 
D'autres sources, que GBIF donnent (Gräffe, 1868) ce qui est incorrect dans la mesure où c'est bien Oswald Heer (1809-1883) qui en est l'auteur mais, effectivement, dans une publication dirigée par Eduard Heinrich Graeffe (d) (1833-1916). 
L'espèce a été initialement classée dans le genre Macrotoma sous le protonyme Macrotoma heros Heer, 1868,.
Xixuthrus heros a pour synonymes :
- Macrotoma heros Evenhuis & Ramsdale, 2006
- Macrotoma heros Heer, 1868
- Xixuthrus heros Komiya, 2000

## Publication originale
- (de) Eduard Graeffe, Reisen im Innern der Insel Viti-Levu, Zurich, 1868, 48 p. (lire en ligne).